# Lauren Groff
Lauren Groff (Cooperstown, 23 de julio de 1978) es una escritora estadounidense.

## Biografía
Lauren Groff pasa su infancia y adolescencia en su ciudad natal. Para sus estudios superiores se instala en Massachusetts y obtiene un primer diploma en el Amherst College. Después estudia en la Universidad de Wisconsin en Madison donde obtiene un Master of Fine Arts en la especialidad de Ficción.
Su primera novela titulada Los Monstruos de Templeton se publica en 2008 y aparece en la New York Times Best Seller List. La novela es alabada por Stephen King.
Publica numerosos cuentos en revistas como The New Yorker y The Atlantic Monthly. 
Tras la publicación de su tercera novela En manos de las furias (Fates and Furies), en 2015, Lauren Groff recibe un correo oficial por parte de Barack Obama declarándole que se trata de « uno de los libros más interesantes que ha leído durante el año ».
En 2017, Lauren Groff figura en la lista de Granta Magazine de las mejores novelistas de su generación.
Su recopilación de cuentos Florida, publicada en 2018, figura entre los nominados para el National Book Award.

### Novelas
- Los Monstruos de Templeton, 2008.
- Arcadia, 2012.
- En manos de las furias, 2015.

### Cuentos
- Delicate Edible Birds, 2009.
- Florida, 2018.